# Roef Ragas
Roef Ragas, właśc. Rudolphus Henricus Cornelis Ragas (ur. 25 maja 1965, zm. 30 sierpnia 2007) – holenderski aktor pochodzący z Harderwijk. Był starszym bratem aktora Bastiaana Ragasa.

## Życiorys
Do roku 1990 Roef Ragas studiował na Uniwersytecie Amsterdamskim, m.in. niderlandzką literaturę oraz filozofię. W latach 1990–1994 kontynuował naukę w amsterdamskiej szkole dramatycznej.
Od roku 1990 Ragas był w związku małżeńskim z aktorką Susan Visser, z którą miał dwoje dzieci. Zmarł 30 sierpnia 2007 roku z powodu zatrzymania akcji serca.

## Filmografia[1]

### Filmy
| - 1992: Een turk uit Italie – Paul - 1993: Richting Engeland – Medeleerling - 1993: Hartverscheurend – Maarten - 1994: Toen Kooymans met vakantie was – Frank - 1995: Tralievader – monter TV - 1995: De schaduwlopers – Jaloerse Man - 1995: Mykosh – Pieter van de Berg - 1996: JuJu – Alex - 1996: Przełamując fale – Pim - 1996: De nieuwe moeder – kierowca ciężarówki - 1996: De zeemeerman - 1997: Rondootje – Ricardo - 1997: Arends – kolega Hansa - 1997: All Stars – przyjaciel Sas - 1997: De verstekeling – kolega Zeemana - 1997: In het belang van de staat – brygadier - 1998: Celluloid blues – John - 1998: Ivoren wachters - 1998: De Poolse bruid – syn | - 1999: Vicious Circle – Krol - 1999: Missink Link – Adam - 1999: Maten – Rob - 2000: Total Loss – Duco van Poelgeest - 2000: De belager – adwokat - 2000: De zwarte meteoor – Jaap Stegehuis - 2001: Necrocam – Sander - 2002: De Enclave – Lex - 2002: Pietje Bell – Jan Lampe, ojciec Piegusa - 2003: Pietje Bell 2: Polowanie na koronę carów - Jan Lampe, ojciec Piegusa - 2003: Los pędzlem malowany – Stijn - 2004: De Kroon – Willem Alexander - 2007: Highland Gardens – Frank |

### Filmy krótkometrażowe
- 1996: Red Rain – Tony
- 1996: Goede daden bij daglicht: Site by Site – Zwitser
- 1996: Mijn moeder heeft ook een pistool – Kaj
- 1997: Gitanes – Jean
- 1997: De fiets – mechanik rowerowy
- 1998: I See You – Denis
- 2000: Hundred Percent
- 2001: First Child on the Moon
- 2004: Karin – Berend

### Seriale
- 1993: Bureau Kruislaan (sezon 1, epizod 19: De harmonie van het toeval) – Eddie Nagel
- 1993: Recht voor z'n Raab (sezon 2, epizod 2: Kunstfout) – Rob Traumers
- 1994: Pleidooi (sezon 3, epizod 3: Oslo) – Te Riele
- 1994: Flodder (sezon 2, epizod 9: Kees Verliefd) – policjant Kees
- 1994: De Sylvia Millecam Show (sezon 1, epizod 6: Alle hens aan dek) – Tom
- 1995: De buurtsuper (sezon 1, epizody 1-8) – Don
- 1995: Coverstory (sezon 2, epizod 7: Lucky number) – Michel
- 1995: Voor hete vuren (epizod: Bakboordbrand)
- 1996, 1999: Baantjer (sezon 2, epizod 5 oraz sezon 5, epizod 10) – Badjar, Albert Kruik
- 1997: Windkracht 10 (sezon 2, epizod 6: Vriend in nood) – Harry
- 1997: 12 steden, 13 ongelukken (epizod: Poldergeest (Westerwolde)) – Rocky
- 1998: Unit 13 (sezon 3, epizod 5: Afscheid) – Bram Teeuwen
- 1998: Combat (sezon 1, epizod 1: Verdacht) – Van den Bergh
- 2000: Wildschut & De Vries (sezon 1, epizod 1: 8 op, 2 af) – Wennekers
- 2000, 2002: Russen (sezon 1, epizod 9 oraz sezon 3, epizod 6) – Frits, Harm Vuijk
- 2002: Trauma 24/7 – Robert van de Wetering
- 2002: Spangen (sezon 3, epizod 7: Boete) – Johan Laurens
- 2004 – 2006: : Grijpstra & De Gier (36 epizodów) – Det. Rinus de Gier